# جيمس نيوتن هاورد
جيمس نيوتن هوارد (بالإنجليزية: James Newton Howard) (مواليد 9 يونيو 1951)، هو ملحن موسيقى تصويرية أوركسترالي ومنتج موسيقي أمريكي. يعتبر أحد أشهر مؤلفي الموسيقى التصويرية للأفلام المعروفين عالميًا.

## سيرة
ولد هوارد في لوس أنجليس، كاليفورنيا وعرف كملحن موسيقي ومؤلف أغان قام بوضع الموسيقى التصويرية لأنواع مختلفة ومتعددة من الأفلام، محققا ترشيحات لجوائز متعددة عن أعماله.
بدأ هوارد دراسة الموسيقى منذ صغره، حيث ارتاد مدرسة ثاتشر الداخلية The Thacher School في أوجي، كاليفورنيا، وأكاديمية الغرب الموسيقية Music Academy of the West في سانتا باربارا، كاليفورنيا ثم التحق بدروس في أداء البيانو في جامعة جنوبي كاليفورنيا.
بعد أن غادر الكلية بدأ القيام بجولة برفقة إلتون جون كخبير كيبورديست خلال أواخر السبعينيات وأوائل الثمانينيات حيث ساهم في توزيع موسيقى العديد من أغان ألتون جون في تلك الفترة.
تزوج لفترة قصيرة من روزانا أركيت في 1986 والذي انتهى في 1987.
قام هوارد بوضع الموسيقى التصويرية لفيلم الكوميديا الرومانسية بريتي وومن في 1990، كما تلقى أول ترشيح له على جائزة الأوسكار لأفضل موسيقى تصويرية عن فيلم ذا برنس أوف تايدز The Prince of Tides من بطولة باربره سترايسند. لتتوالى بعد ذلك ترشيحاته لنفس الجائزة وجوائز أخرى عن موسيقى أفلام من قبيل: ماي بيست فرندز ودينغ (1997) ذى فيلج (2004) مايكل كلايتن (2007) ديفيانسي (2008) ذى دارك نايت (2008) والذي تعاون فيه مع المؤلف الموسيقي هانز زيمر.
أحد أحدث أعماله الموسيقى التصويرية في فيلم الحادثة (2008) The Happening.
قدم هوارد أول أوركسترا سيمفونية له بعنوان "I Would Plant A Tree" في فبراير 2009 في اطار مهرجان ملحني السيمفونيات الأمريكيين الباسيفيكي الدوري، حيث تم تقديم العرض في قاعة رينيه وهنري سيغرستروم للحفلات في كوستا ميسا، كاليفورنيا بأوركسترا تحت قيادة كارل سانت كلير.

## ديسكوغرافيا وفيلموغرافيا
| سنة              | عنوان                                      |
| ---------------- | ------------------------------------------ |
| 1974             | James Newton Howard                        |
| 1983             | James Newton Howard and Friends            |
| 1985             | أرض موعودة (فيلم 1987)                     |
| 1989             | ميجور ليغ                                  |
| 1990             | Flatliners                                 |
| 1990             | 3 رجال و شابة صغيرة                        |
| 1991             | داينغ ينغ                                  |
| 1991             | غراند كانيون (فيلم 1991)                   |
| 1991             | ذى مان ان ذى مون                           |
| 1991             | ماي غيرل                                   |
| 1991             | ذى برنس أوف تايدز (ترشح للأوسكار)          |
| 1993             | السقوط                                     |
| 1993             | ديف                                        |
| 1993             | الفار (ترشيح للأوسكار)                     |
| 1993             | ألايف                                      |
| 1994             | جونيور (ترشيح للأوسكار)                    |
| 1994             | يات إيرب (فيلم)                            |
| 1995             | جست كاوز                                   |
| 1995             | ووتروورلد                                  |
| 1995             | أوت بريك                                   |
| 1995             | رستوراشين                                  |
| 1996             | سباس جام                                   |
| 1997             | محام الشيطان                               |
| 1997             | زواج أفضل أصدقائي (ترشيح للأوسكار)         |
| 1997             | ساعي البريد (فيلم)                         |
| 1998             | أصداء الضجيج                               |
| 1999             | الحاسة السادسة (فيلم)                      |
| 1999             | ثلج يتساقط على الأرز                       |
| 1999             | وايوارد صن                                 |
| 2000             | ديناصور (فيلم)                             |
| 2000             | غير قابل للكسر                             |
| 2000             | فيرتيكال ليمت                              |
| 2001 في الأفلام ‏ | أطلانتس: الإمبراطورية المفقودة             |
| 2002             | نادي الإمبراطور                            |
| 2002             | إشارات                                     |
| 2002             | كوكب الكنز                                 |
| 2003             | بيتر بان (فيلم 2003)                       |
| 2004             | هيدالغو                                    |
| 2004             | ذى فيللج (ترشيح للأوسكار)                  |
| 2004             | كولاتيرال (فيلم)                           |
| 2005             | المترجمة                                   |
| 2005             | بداية الرجل الوطواط (فيلم) ( مع هانز زيمر) |
| 2005             | كينغ كونغ                                  |
| 2006             | فريدم لاند                                 |
| 2006             | سيدة في المياه                             |
| 2006             | ماس الدماء                                 |
| 2007             | بالمرصاد                                   |
| 2007             | أنا أسطورة (فيلم)                          |
| 2007             | مايكل كلايتن (ترشيح للأوسكار)              |
| 2007             | حرب تسارلي ولسن                            |
| 2007             | المجادلون العظماء                          |
| 2007             | حصان المياه: أسطورة الأعماق                |
| 2008             | الحادثة (فيلم 2008)                        |
| 2008             | فارس الظلام (مع هانز زيمر)                 |
| 2008             | مواجهة (فيلم) (ترشيح للأوسكار)             |
| 2009             | خداع (فيلم)                                |
| 2009             | اعترافات مدمنة تسوق                        |
| 2009             | شهيق (فيلم)                                |
| 2010             | ملح (فيلم)                                 |
| 2010             | ذى لاست آيربندر                            |
| 2011             | الدبور الأخضر                              |
| 2011             | الفانوس الأخضر                             |
| 2012             | بياض الثلج والصياد (فيلم)                  |
| 2012             | مباريات الجوع (فيلم)                       |
| 2012             | The Bourne Legacy                          |
| 2013             | بعد الأرض                                  |
| 2013             | مباريات الجوع: ألسنة اللهب                 |
| 2014             | ملافسينت                                   |
| 2017             | رومان جي إسرائيل                           |

## وصلات خارجية
- James-Newton-Howard.com (موقع غير رسمي)
- All Music Guide to James Newton Howard
- جيمس نيوتن هاورد على موقع IMDb (الإنجليزية)
- جيمس نيوتن هاورد على موقع ألو سيني (الفرنسية)
- جيمس نيوتن هاورد على موقع ميوزك برينز (الإنجليزية)
- جيمس نيوتن هاورد على موقع تيرنر كلاسيك موفيز (الإنجليزية)
- جيمس نيوتن هاورد على موقع أول موفي (الإنجليزية)
- جيمس نيوتن هاورد على موقع بوكس أوفيس موجو (الإنجليزية)
- جيمس نيوتن هاورد على موقع قاعدة بيانات الأفلام السويدية (السويدية)
- جيمس نيوتن هاورد على موقع أول ميوزيك (الإنجليزية)
- جيمس نيوتن هاورد على موقع ديسكوغز (الإنجليزية)
- جيمس نيوتن هاورد على موقع قاعدة بيانات الفيلم (الإنجليزية)